# Мґощ
Мґощ (пол. Mgoszcz, нім. Heimbrunn) — село в Польщі, у гміні Лісево Хелмінського повіту Куявсько-Поморського воєводства.
Населення — 386 осіб (2011).
У 1975-1998 роках село належало до Торунського воєводства.

## Демографія
Демографічна структура станом на 31 березня 2011 року:
|          | Загалом | Допрацездатний вік | Працездатний вік | Постпрацездатний вік |
| -------- | ------- | ------------------ | ---------------- | -------------------- |
| Чоловіки | 161     | 40                 | 108              | 13                   |
| Жінки    | 225     | 32                 | 160              | 33                   |
| Разом    | 386     | 72                 | 268              | 46                   |